# HMS Revenge (1892)
HMS Revenge – brytyjski pancernik z przełomu XIX i XX wieku, brał udział w działaniach I wojny światowej. Należał do typu Royal Sovereign.

## Konstrukcja
Pancerniki typu Royal Sovereign zostały zaprojektowane przez sir Williama White'a. W momencie oddania do służby były najpotężniejszymi okrętami wojennymi na świecie.
HMS „Revenge” posiadał artylerię główną kalibru 343 mm rozmieszczoną w dwóch dwudziałowych barbetach. Artyleria średnia składała się z 10 dział kalibru 152 mm, a lekka z 16 dział 57 mm i 12 dział 47 mm. Pancernik posiadał także siedem wyrzutni torpedowych (pięć nawodnych i dwie poniżej linii wodnej). Opancerzenie miało grubość 457 mm w pasie głównym, zmniejszając się po stronie dziobowej i rufowej do 356 mm, a w pasie górnym wynosiło od 102 do 76 mm.
Okręt miał wysoką wolną burtę, co poprawiało jego walory morskie przy znacznej masie. Początkowo jednak nadmiernie kołysał się na wzburzonym morzu, co zostało skorygowane przez zamontowanie stępki przechyłowej w latach 1894-1895.
W 1902 roku okręt przeszedł modernizację, podczas której zostały usunięte nawodne wyrzutnie torpedowe, a działa 152 mm na górnym pokładzie zostały umieszczone w kazamatach.

## Historia służby
Stępkę pod budowę HMS „Revenge” położono 12 lutego 1891 roku w stoczni Palmers Shipbuilding and Iron Company. Wodowanie miało miejsce 3 listopada 1892 roku, wejście do służby w marcu 1894 roku.
14 stycznia 1896 roku „Revenge” został okrętem flagowym lotnej eskadry Royal Navy, powołanej w odpowiedzi na telegram cesarza Niemiec Wilhelma II gratulujący prezydentowi Republiki Południowoafrykańskiej Paulowi Krugerowi odparcia rajdu Jamesona. Od 5 listopada tego roku był okrętem flagowym Floty Śródziemnomorskiej. Od lutego 1897 roku do grudnia 1898 roku służył w eskadrze chroniącej brytyjskich żołnierzy podczas antytureckiego powstania na Krecie.
Od 1900 roku stacjonował w Chatham. W 1902 roku przeszedł modernizację, a następnie służył w Home Fleet do 1905 roku. Później został odkomenderowany do dywizjonu rezerwowego w Portsmouth. służył jako szkolny okręt artyleryjski. 13 czerwca 1908 roku zderzył się w Portsmouth z SS „Bengore Head”. 7 stycznia 1912 roku zerwał się podczas sztormu z kotwic i zderzył się z pancernikiem HMS „Orion”, odnosząc uszkodzenia kadłuba. Następnie w rezerwie.
Przywrócony do służby w sierpniu 1914 roku. W listopadzie tego roku miał wziąć udział w ataku na niemieckie bazy we Flandrii, ale operacja została odwołana z powodu złych warunków pogodowych. 22 listopada ostrzeliwał niemieckie siły pod Nieuport. 15 grudnia został dwukrotnie trafiony przez artylerię niemiecką. Następnego dnia kontynuował ostrzał Flandrii. W maju i czerwcu 1915 roku przeszedł remont w Chatham. Otrzymał wówczas bąble przeciwtorpedowe.
W sierpniu 1915 roku otrzymał nową nazwę HMS „Redoubtable”, aby zwolnić dotychczasową dla nowo wybudowanego pancernika „Revenge”. 7 września tego roku ostrzeliwał niemieckie pozycje w Ostendzie  i koszary w Westende. Później nie brał udziału w akcjach bojowych. W 1919 roku został złomowany jako ostatni pancernik typu Royal Sovereign.